# Пони (коњ)
Пони је било која од неколико раса малог коња, ретко вишег од 144 cm и познатог по својој питомости и издржљивости. У најпознатије расе спадају шетланд, затим елегантан и тврдокоран велшки пони, велшки коб високог каса, ексмур и дартмур који потичу са енглеских пашњака на којима се узгајају и коњи за поло, а ту је и хајленд, пуначка и сива врста коња за јахање.
У зависности од контекста, пони може бити коњ који је испод приближне или тачне висине у хрбату, или мали коњ са специфичном конформацијом и темпераментом. У поређењу са већим коњем, пони може имати дебљу длаку, гриву и реп, са пропорционално краћим ногама, ширим буретом, тежим костима, дебљим вратом и краћом, широм главом. Реч пони потиче од старофранцуске речи poulenet, што значи ждребе, млад, незрео коњ.:1041

## Дефиниција
За многе облике такмичења, званична дефиниција понија је коњ који има мање од 14,2 шака (58 инча, 147 cm) у рамену. Стандардни коњи су висине 14,2 или више. Међународна федерација за коњичке спортове дефинише званичну граничну тачку на 148 cm (58,3 ин; 14,2 шака) без ципела и 149 cm (58,66 ин; 14,2 1⁄2 шака) са потковицама, иако је дозвољава маргина за такмичарско мерење до 150 cm (59,1 ин; 14,3 шака) без потковица, или 151 cm (59,45 ин; 14,3 1⁄2 шака) са потковицама. Међутим, израз „пони” се може користити уопштено (или афективно) за било ког малог коња, без обзира на његову стварну величину или расу. Штавише, неке расе коња могу имати поједине јединке који сазревају испод те висине, али се и даље називају „коњи“ и дозвољено им је да се такмиче као коњи. У Аустралији, коњи који мере од 14 до 15 х (142 до 152 cm; 56 до 60 инча) познати су као „галовеј”, а понији у Аустралији имају мање од 14 шака (56 инча, 142 cm).

## Историја
Понији су се првобитно развили као копнене расе прилагођене суровом природном окружењу и сматрани су делом „нацрта” подтипа типичног за северну Европу. Својевремено се претпостављало да су они можда потекли од дивље подврсте Equus ferus. Студије митохондријалне ДНК (која се преноси по женској линији) показују да је велики број дивљих кобила допринео модерним домаћим расама; насупрот томе, студије y-ДНК (преношене по мушкој линији) сугеришу да је вероватно постојао само један мушки предак свих припитомљених раса. Припитомљавање коња се вероватно прво догодило у евроазијским степама са коњима од 13 hands (52 inches, 132 cm) до преко 14 hands (56 inches, 142 cm), а како се припитомљавање коња ширило, мушки потомци оригинални пастув је потом био одгајан са локалним дивљим кобилама.
Припитомљени понији свих раса првобитно су се развили углавном из потребе за радном животињом која би могла да испуни специфичне локалне потребе за вучом и транспортом док преживљава у тешким условима. Корисност понија приметили су фармери који су приметили да пони може да надмаши вучног коња на малим фармама.
До 20. века, многе расе понија су додале арапску и другу крв да би се направио префињенији пони погодан за јахање.

## Употребе
У многим деловима света понији се користе као радне животиње, као товарне животиње и за вучу разних коњских возила. Они се могу видети у многим различитим коњичким активностима. Неке расе, као што је Хакни пони, првенствено се користе за вожњу, док се друге расе, као што су конемара и аустралијски пони, користе се првенствено за јахање. Други, као што је велшки пони, се користе и за јахање и за вожњу. Не постоји директна корелација између величине коња и његове инхерентне атлетске способности.

## Карактеристике
Поније се често разликују по свом фенотипу, здепастом телу, густим костима, округлом облику и добро опруженим ребрима. Имају кратку главу, велике очи и мале уши. Осим што су мањи од коња, ноге су им сразмерно краће. Имају јака копита и имају тежу длаку, што се види у дебљој гриви и репу, као и посебно тешком зимском капуту.
Расе понија су се развиле широм света, посебно у хладној и оштрој клими где су биле потребне издржљиве, чврсте радне животиње. Изузетно су јаки за своју величину. Расе попут конемара понија су познате по својој способности да носе одраслог јахача у пуној величини. Пропорционално тежини понији могу да вуку и носе већу тежину од коња. Понији типа тегљача су у стању да вуку терет знатно већи од сопствене тежине, са већим понијима способним да вуку терет упоредиви са онима које вуку вучни коњи пуне величине, а чак и веома мали понији могу да вуку чак 450 процената своје сопствене тежине.
Скоро све расе понија су веома издржљиве, лако се одржавају и деле способност да напредују на ограниченијој исхрани од коња нормалне величине, захтевајући половину сена за своју тежину у односу на коња, а често им уопште нису неопходне житарице. Међутим, из истог разлога, они су такође рањивији на ламинитис и кушингов синдром. Они такође могу имати проблема са хиперлипемијом.
Понији се генерално сматрају интелигентним и пријатељским, мада се понекад описују и као тврдоглави или лукави. Разлике у мишљењима често произилазе из степена одговарајућег тренинга појединог понија. Понији које тренирају неискусне особе или које јашу само почетници могу се показати размаженим, јер њиховим јахачима обично недостаје база искуства да исправљају лоше навике. Правилно обучени понији су одговарајући носачи за децу која уче да јашу. Веће поније могу да јашу одрасли, јер су понији обично јаки за своју величину.

## Слични или слично звани коњи
Неке расе коња нису дефинисане као понији, чак и када имају неке животиње које су испод 14,2 hands (58 inches, 147 cm). То је обично због грађе тела, традиционалне употребе и свеукупне физиологије. Расе које се сматрају коњима без обзира на висину укључују арапског коња, америчког кварталног коња и моргановог коња, од којих сви имају појединачне чланове преко и испод 14,2 hands (58 inches, 147 cm).
Многе расе коња имају неке карактеристике понија, као што су мала величина, тешка длака, дебела грива или тешка кост, али се сматрају коњима. У случајевима као што су ови, може доћи до значајне дебате око тога да ли одређене расе назвати „коњи“ или „понији“. Међутим, регистри појединачних раса обично су арбитри у таквим дебатама, вагајући релативне карактеристике раса коња и понија. Код неких раса, као што је велшки пони, контроверза између коња и понија се решава стварањем одвојених одељења за животиње конзистентне величине коња, као што је велшки коб „Секције Д“.
Неки коњи могу бити висине понија због околине више него због генетике. На пример, чинкотик пони, дивљи коњ који живи на острву Асатиг код обале Вирџиније, често сазрева до висине просечног малог коња када се одгаја од ждребета у припитомљеним условима.
Насупрот томе, термин „пони“ се повремено користи за описивање коња нормалне висине. Коњи који се користе за поло често се називају „поло понији” без обзира на висину, иако су често расне коњи и често имају више од 14,2 hands (58 inches, 147 cm). Америчка индијанска племена такође имају традицију да своје коње називају „понији“, када говоре на енглеском, иако су многи од мустанг коња које су користили у 19. веку били близу или преко 14,2 hands (58 inches, 147 cm), а већина коња које данас поседују и узгајају домородачки народи су коњи пуне висине. Коњи који се не тркају на тркачким стазама, а који се користе за вођење тркаћих коња, понијујући их, називају се „пони коњи“.